# 오세희 (1955년)
오세희(吳世姬, 1955년 12월 27일~)는 대한민국의 정치인, 교수이다. 제22대 국회의원이다.

## 학력
- 한성대학교 예술대학원 의상학 석사

## 경력
- 영산대학교 외래교수
- 우송대학교 겸임교수
- 더수빈스 대표
- 최저임금위원회 위원
- 소상공인연합회 회장
- 한국메이크업미용사회중앙회 회장
- 2024년 4월 10일 대한민국 제22대 국회의원 선거 당선(비례대표, 더불어민주연합, 초선)
- 2024년 10월~: 더불어민주당 전국소상공인위원회 위원장
- 2024년 11월~: 더불어민주당 이재명 대표 경제특보단 소상공인특보
- 2025년 6월~: 더불어민주당 원내부대표

### 의정 활동
- 2024년 5월 30일~: 제22대 국회의원(비례대표, 더불어민주당, 초선)[A]
  - 2024년 6월~: 제22대 국회 전반기 산업통상자원중소벤처기업위원회 위원
  - 2025년 1월~2025년 6월: 제22대 국회 전반기 예산결산특별위원회 위원
  - 2025년 7월~: 제22대 국회 전반기 국회운영위원회 위원

## 전과
- 자격기본법위반: 벌금 1,000,000원 - 2015년 9월 30일 선고[4]

## 역대 선거 결과
| 실시년도 | 선거   | 대수 | 직책     | 선거구   | 정당           | 득표수      | 득표율          | 순위         | 당락 | 비고 |
| -------- | ------ | ---- | -------- | -------- | -------------- | ----------- | --------------- | ------------ | ---- | ---- |
| 2024년   | 총선   | 22대 | 국회의원 | 비례대표 | 더불어민주연합 | 7,567,459표 | \| \| 26.69% \| | 비례대표 7번 |      | 초선 |
|          | 26.69% |      |          |          |                |             |                 |              |      |      |

## 소속 정당
| 소속 정당 | 소속 정당      | 소속 기간 | 비고      |
| --------- | -------------- | --------- | --------- |
|           | 더불어민주당   | 2024      | 정계 입문 |
|           | 무소속         | 2024      | 탈당      |
|           | 더불어민주연합 | 2024      | 입당      |
|           | 더불어민주당   | 2024~현재 | 합당      |

## 같이 보기
- 대한민국 제22대 국회의원 선거 더불어민주연합 후보 목록#비례대표